# Liste der denkmalgeschützten Objekte in Bad Erlach
Die Liste der denkmalgeschützten Objekte in Bad Erlach enthält die 7 denkmalgeschützten unbeweglichen Objekte der Gemeinde Bad Erlach im niederösterreichischen Bezirk Wiener Neustadt-Land.

## Denkmäler
| Foto |                 | Denkmal                                                                         | Standort                                       | Beschreibung | Metadaten |
| ---- | --------------- | ------------------------------------------------------------------------------- | ---------------------------------------------- | --- | --- |
| ja   | Datei hochladen | Poststein HERIS-ID: 29953 Objekt-ID: 26633 marterl.at: 12540seit 2012           | bei Aspanger Straße 31 Standort KG: Bad Erlach | Der in Form eines Obelisks gestaltete Stein wurde 1762 im Zuge der Josephinischen Landesaufnahme errichtet. Im Volksmund auch „Römerstein“ genannt, stand er bis 1938 an der Gemeindegrenze zu Pitten. | BDA-Hist.: Q37928971 Status: Bescheid Stand der BDA-Liste: 2025-06-30 Name: Poststein GstNr.: 25/5                                                           |
| ja   | Datei hochladen | Aufnahmsgebäude Erlach HERIS-ID: 29946 Objekt-ID: 26625                         | Bahngasse 2 Standort KG: Bad Erlach            | Aufnahmegebäude 1880, Rechteckbau unter Satteldach mit farbigem Fassadendekor, Station der Aspangbahn | BDA-Hist.: Q106820880 Status: Bescheid Stand der BDA-Liste: 2025-06-30 Name: Aufnahmsgebäude Erlach GstNr.: .76/1                                            |
| ja   | Datei hochladen | Kalkofen im Leidingbachgraben HERIS-ID: 29952 Objekt-ID: 26632                  | Bromberger Straße 25 Standort KG: Bad Erlach   | Kalkhochofen um 1890 (1877 ?) nach dem Prinzip Benjamin Rumfords (Rumfordofen). | BDA-Hist.: Q37928958 Status: Bescheid Stand der BDA-Liste: 2025-06-30 Name: Kalkofen im Leidingbachgraben GstNr.: 555/2, .95, .96                            |
| ja   | Datei hochladen | Kath. Pfarrkirche hl. Antonius von Padua HERIS-ID: 29948 Objekt-ID: 26627       | bei Hauptstraße 13 Standort KG: Bad Erlach     | 1933 von Karl Holey erbaut, schlichter Rechteckbau mit Walmdach und vorgestelltem Nordostturm, ursprünglich Ortskapelle von 1646 (1974 abgetragen), von 1929 bis 1933 Notkirche, ursprünglich Filiale von Pitten, seit 1991 Pfarre, dem Stift Reichersberg inkorporiert                                                                          | BDA-Hist.: Q24049835 Status: Bescheid Stand der BDA-Liste: 2025-06-30 Name: Kath. Pfarrkirche hl. Antonius von Padua GstNr.: .194 St. Antonius (Bad Erlach)  |
| ja   | Datei hochladen | Kriegerdenkmal HERIS-ID: 81923 Objekt-ID: 95718                                 | Hauptstraße 5, östlich Standort KG: Bad Erlach | Das Denkmal für die im Ersten Weltkrieg gefallenen Soldaten aus Erlach entstand 1936 auf Initiative des Kameradschaftsbundes und Kriegervereins „Herzog Robert von Parma“ in der Nähe der Kirche. | BDA-Hist.: Q38177112 Status: Bescheid Stand der BDA-Liste: 2025-06-30 Name: Kriegerdenkmal GstNr.: 41/7                                                      |
| ja   | Datei hochladen | Schloss Thurnhof zu Linsberg HERIS-ID: 29956 Objekt-ID: 26636                   | Linsberg 3 Standort KG: Linsberg               | Gebäudegruppe aus dreiflügeligem Schloss, Mühle und mehreren Nebengebäuden, Landschaftspark aus der 2. Hälfte des 19. Jahrhunderts, ursprünglich befestigte mittelalterliche Anlage (urkundlich 1158), um 1730 Umbau des Hauptgebäudes zu dreiflügeligem Schloss, in der 1. Hälfte des 19. Jahrhunderts Umgestaltung im romantischen Historismus | BDA-Hist.: Q37928997 Status: Bescheid Stand der BDA-Liste: 2025-06-30 Name: Schloss Thurnhof zu Linsberg GstNr.: .11, .12, .7/2 Schloss Thurnhof zu Linsberg |
| ja   | Datei hochladen | Kath. Filialkirche hl. Ulrich, sog. Waldkirche HERIS-ID: 29955 Objekt-ID: 26635 | Standort KG: Linsberg                          | urkundlich 1463, 1464 verwüstet, 1945 schwerwiegende Beschädigungen, 1955 wiedererrichtet, lang gestreckter Bau mit abgesetztem Chorbereich (im Kern aus dem Mittelalter), Langhaus ursprünglich aus dem 17. Jahrhundert, 1994 Grabungen und Nachweis, dass die Kirche im Bereich eines römischen Gebäudes steht                                 | BDA-Hist.: Q37928985 Status: Bescheid Stand der BDA-Liste: 2025-06-30 Name: Kath. Filialkirche hl. Ulrich, sog. Waldkirche GstNr.: .1 Filialkirche Linsberg  |